# 岐阜調理専門学校
岐阜調理専門学校（ぎふちょうりせんもんがっこう）とは、学校法人石井学園が運営する岐阜県岐阜市にある私立の専修学校。

## 概要
- 石井学園が運営する専修学校である。石井学園は複数の専修学校（岐阜調理専門学校・城南高等専修学校）と通信制高等学校（城南高等学校・啓晴高等学校）を運営している。
- 現在の校舎はJR東海岐阜駅構内西側に位置する複合施設、ACTIVE-Gの2階にある。

## 学科
- 製菓調理コース　2年
- 調理師コース　1年

## 沿革
- 1968年（昭和43年）3月 - 岐阜市東金宝町に岐阜調理師学校として開校する。
- 1973年（昭和48年）12月 - 岐阜市高砂町に移転。
- 1976年（昭和51年）4月 - 専修学校に認可される。同時に岐阜調理専門学校に改称する。
- 1988年（昭和63年）4月 - 新館[注釈 1]が完成。
- 2006年（平成18年）12月 - ACTIVE-Gの2階に移転。